# Ионов, Максим Викторович
Макси́м Ви́кторович Ио́нов (5 сентября 1976) — российский футболист, полузащитник.

## Карьера
Бо́льшую часть карьеры провёл в Волжском, где отыграл 14 сезонов. За главную команду города на разных уровнях провёл 344 матча, в которых забил 30 мячей.
Также выступал на профессиональном уровне за клуб «Звезда» (Городище) и на любительском уровне за команды из Волжского, Михайловки, Жирновска, Елани и станицы Полтавская.

## Семья
Отец — Виктор Ионов (1953 г. р.), брат — Илья Ионов (1985 г. р.) — футболисты. Все выступали за «Торпедо»/«Энергию» из Волжского.
Сын — Денис.